# Gods and Monsters
Gods and Monsters är en amerikansk biografisk dramafilm från 1998 regisserad av Bill Condon.
Filmen handlar om James Whale, känd för att ha regisserat Frankenstein (1931), mot slutet av sitt liv. Han utvecklar ett komplicerat förhållande med sin trädgårdsmästare.
Filmen nominerades för tre Oscars, och vann Oscar för bästa manus efter förlaga. Den vann även Independent Spirit Award för bästa film.

## Roller (i urval)
| Ian McKellen   | – James Whale                      |
| Brendan Fraser | – Clayton Boone, trädgårdsmästaren |